# Великовузлове складання
Великовузлове складання або складання SKD (з англ. Semi Knocked Down — «напіврозібраний», також іронічно «викруткове складання») — технологія складання автомобілів, при котрій на місце збирання із заводу-виготовлювача постачаються повністю готові до збирання комплектуючі, часто вже у вигляді великих вузлів. Машинокомплект або нормо-комплект, який складається з окремих агрегатів, вузлів і деталей для одної складальної одиниці техніки постачається із-за кордону в спеціальних контейнерах на завод для наступного збирання. Великовузлове складання є найбільш простою технологією збирання автомобіля, яку на початковому етапі використовують практично всі складальні виробництва.
Технологія SKD - виробничий процес, в ході якого здійснюється складання автомобілів з вузлів і агрегатів, до числа яких входять пофарбовані і зварені кузови (великовузлове складання).
Великовузлове складання часто використовується при імпорті автомобілів як можливість обійти великі ввізні (імпортні) мита або акцизні збори, так як мита на деталі менші, ніж на готовий автомобіль. Цей «трюк» може застосовуватися як для нових автомобілів, так і для підтримуваних.
Великовузлове складання включає в себе чотири підкатегорії з індексом від 0 до 4, причому, чим вища цифра, тим складніші технології складання і дрібніші вузли які постачаються. Найбільш проста і примітивна SKD 0 (повністю готові автомобілі розбирають на невелику кількість великих вузлів, як ось знімають різні елементи та деталі типу сидінь, внутрішньої обробки, світлотехніки, бамперів, двигуни, КПП і т. ін.), і привозять на місце складання і знову збирають. При SKD 4 постачаються «голі» фарбовані кузова і всі необхідні деталі, причому ззовні таке виробництво непідготовлена людина може сплутати зі звичайним. Тим не менш, SKD4 не потрібно плутати з дрібновузловим складанням (CKD), при якому «на місці» виконується не лише збирання з деталей, але і зварювання кузовів з наступним фарбуванням, а ряд комплектуючих часто купується у місцевих виробників.
Зазвичай великовузлове складання відбувається наступним чином:
- На завод із-за кордону постачаються деталі автомобіля в зборі.
- Після цього спеціалісти автоскладального виробництва перевіряють їх на механічні пошкодження.
- Далі кузов встановлюється на конвеєр. Витягуються деталі автомобіля, котрі вміщаються у спеціальний ящик.
- Деталі розподіляють згідно їх призначенню і місцем встановлення.
- Деталі платформи автомобіля і ходової частини встановлюють на спеціальну платформу, де до них монтують елементи підвіски і гальмівної системи.
- Після цього з'єднують кузов з шасі — це одна з найвідповідальніших операцій по причині складності і трудомісткості.
- Далі приєднують відсутні деталі та агрегати, підключають електропроводку, шланги і трубки.
- Після складання в автомобіль заливають антифриз, гальмівну рідину і ПММ (оливу, бензин або дизельне паливо).

Заключним етапом є тестування та контроль зібраного автомобіля.